# 1899年ケンタッキー州知事選挙
1899年ケンタッキー州知事選挙（英: Kentucky gubernatorial election, 1899）は、第33代ケンタッキー州知事を選ぶために1899年11月7日に、アメリカ合衆国ケンタッキー州で投票された選挙である。アメリカ合衆国では唯一現職の州知事が暗殺されるという混乱を呼んだ選挙として記憶されている。
1899年まで現職にあった共和党知事ウィリアム・O・ブラッドリーは、ケンタッキー州憲法の規定で再選を求める資格が無かった。共和党は州検事総長のウィリアム・S・テイラーを公認候補に指名したが、ブラッドリーは別の候補を推したかったこともあり、選挙戦ではテイラーをあまり応援しなかった。民主党はルイビルの音楽ホールで指名大会を開催したが、論争と混乱が生まれた挙げ句にケンタッキー州上院議員のウィリアム・ゴーベルを公認候補に指名した。しかし音楽ホールの大会でゴーベルの採った政治戦術に怒り、党内で不満を抱いた派閥が自らを正直選挙民主党と称し、後に独自の指名大会を開いて、元州知事のジョン・Y・ブラウンを候補に指名した。
投票の結果はテイラーが 193,714 票を獲得して当選となり、ゴーベルは 191,331 票、ブラウンは 12,040 票だった。ゴーベルが民主党を纏めることができておれば、当選したはずだった。この開票結果については、選挙違反があったという根拠で異議申し立てが出た。ゴーベルが成立させた選挙法で創設され、ゴーベルの息の掛かった委員で占められた州選挙管理委員会が、テイラーの当選を追認するという意外な結果になった。
ケンタッキー州議会で多数を占める民主党はこの結果に怒り、選挙違反を調査する審査委員会を創設した。共和党支持者の多い州東部からは武装までした市民が州都に入り込み、選挙結果を民主党に盗まれないよう保護しようとした。審査委員会が報告書を提出する前の1900年1月30日、ゴーベルが州会議事堂に入ろうとしているときに、暗殺者に狙撃された。ゴーベルが近くのホテルで傷の手当てを受けている間に、特別委員会はテイラーに投じられた票の多くを無効にし、ゴーベルを当選とすることを推薦する報告書を州議会に提出した。この報告書が受領され、テイラーが解任され、1月31日にゴーベルが宣誓して州知事に就任した。ゴーベルはその3日後の2月3日に死んだ。
副知事に就任していたJ・C・W・ベッカムが州知事に昇格し、ベッカムとテイラーの間で州知事の座を巡って長い法廷闘争が始まった。この裁判ではベッカムが勝利し、テイラーはゴーベル暗殺への関与を問われないためにインディアナ州に逃亡した。ゴーベル暗殺では合計16人が告発された。このうち5人が裁判に掛けられ、2人は無罪になった。残り3人のそれぞれが異例な形で有罪となったが、その後の州知事から恩赦を受けた。ゴーベル暗殺の真犯人は不明のままである。

## 背景
1895年ケンタッキー州知事選挙ではケンタッキー州始まって以来となる共和党知事ウィリアム・O・ブラッドリーが当選した。ブラッドリーは、自由銀の問題に関する民主党内の分裂に乗じ、また強力な第3の政党ポピュリスト党の候補者トマス・S・ペティットが出馬したことも利用し、投票結果では9,000票に満たない差だったが当選した。この選挙はその後30年間近く続くケンタッキー州での二大政党競合時代の始まりになった。
ブラッドリーにとって強力な民主党の敵が、ケンタッキー州上院で力を得つつあった。ケントン郡出身のウィリアム・ゴーベルが民主党の新青年集団の指導者となり、特にルイビル・アンド・ナッシュビル鉄道のような大会社の敵であり、労働者の見方と見られていた。ゴーベルはよそよしく計算高いと見られていた。未婚であり、男女とも親友が少なく、政治的権力によってのみ動かされていた。
ゴーベルは1898年議会会期で上院議長代行に選ばれた。1898年2月1日、後にゴーベル選挙法と呼ばれる法案を提出した。この法では州議会が指名する委員で構成される州選挙管理委員会を創設し、委員会は州内全郡の選挙委員を選択し、論議のある選挙結果については裁定を下せる権限があった。州議会は圧倒的に民主党が優勢だったので、この法はあからさまに党利優先であり、ゴーベルの我田引水だと攻撃された。民主党員の中にも反対する者がいた。それでもゴーベルは党内で十分な支持を確保し、ブラッドリーの拒否権を乗り越えて法制化に成功した。ゴーベルは党の指導者として選挙管理委員会の委員を基本的に自分の都合で選んだ。3人の信頼できる民主党員、すなわち、元ケンタッキー州控訴裁判所首席判事W・S・プライア、デイビース郡選出の元アメリカ合衆国下院議員W・T・エリス、元州鉄道委員会委員長C・B・ポインツだった。共和党はこの法に対して試訴を行ってみたが、ケンタッキー州控訴裁判所はそれを合憲と判断した。

## 民主党指名大会
1899年ケンタッキー州知事選挙ではルイビルで開催された民主党大会で、3人の候補者が指名を求めた。すなわち、ゴーベル、元州検事総長のP・ワット・ハーディン、元アメリカ合衆国下院議員ウィリアム・J・ストーンだった。ハーディンはマーサー郡の出身であり、ルイビル・アンド・ナッシュビル鉄道の後ろ盾があった。ライアン郡出身のストーンは、州内農業関係者が地盤だった。ゴーベルの支持者は概して都市部の有権者だった。党の指名大会が近付いたときは、ハーディンが有力候補だった。ゴーベルとストーンは力を合わせることがハーディンの指名を阻止する唯一の道であることが分かっており、両陣営の代表が1899年6月19日に会して、取引を行った。この会合でゴーベル側の代表だったユーリー・ウッドソンに拠れば、ゴーベル支持だったルイビルの代議員の半分がストーンに投票することで両陣営が協定書に調印したことになっている。両人は、片方が敗れたり撤退した場合は、ハーディンではなく他方に投票するよう代議員に促すことになっていた 。
民主党指名大会はルイビルのマーケット通りにある音楽ホールで、6月20日に始まった。大会で最初のやることは議長を指名することだった。ストーンの支持者オリー・M・ジェイムズがデイビッド・レッドワイン判事を推薦した。ウッドソンがレッドワインを支持した時に、ストーンとゴーベルの間の取引が誰の目にも明白になった。ハーディンの支持者はウィリアム・H・スウィーニーを推薦したが、ストーンとゴーベルの同盟でレッドワインを選出した。幾つかの郡の代議員の中身について異議申し立てが成された。これらの取扱は資格審査委員会によって決められることになった。この委員会もハーディン不利に構成された。13人の委員のうち、ハーディン支持者は4人だった。資格審査委員会の長引く検討によって代議員達は我慢できなくなり、代議員であろうとそうでなかろうと数百人の人々が音楽ホールに入って大会を妨害しようとした。レッドワインが秩序を保つためにホール内にルイビル市警察を呼び入れたとき、ハーディンの支持者達はレッドワインが威嚇戦術を使っていると言って非難した。資格審査委員会が報告書を提出したのは6月23日だった。代議員に問題があると検討された28件のうち、26件はゴーベルあるいはストーン支持者に有利なように裁定された。
翌24日に正式な指名手続きが始まった。ハーディンはごまかされているかのように感じており、指名争いからの撤退を考慮したが、その忠実な代議員がハーディンへの投票を続けていた。代議員のジョン・ストックデール・レイがストーンを推薦した。ストーンは、ゴーベルとの合意に基づき、ハーディンが撤退した場合に、ゴーベルがその代議員にストーンへの投票を指示し、党の纏まりを維持することになると信じていた。別の代議員がゴーベルを推薦したときに、その諒解が崩れた。ルイビルの代議員が事前の合意に基づいてストーンとゴーベルの間で分かれるのではなく、ゴーベルに投票したときにさらにストーンの怒りが増した。ストーンの支持者の中にはその報復のためにハーディン支持に回った者もいた。ハーディンはストーンとゴーベルの同盟が破綻したことを見て取り、撤退の考えを捨てた。その後も何度か投票が繰り返され、6月24日夜の時点で各候補者が投票総数の約3分の1ずつを得票するという状態で、大会は暗礁に乗り上げていた。日曜日の6月25日には検討が行われず、6月26日月曜日に再度代議員が集まったとき、ホールはレッドワインの要請に応えた警官で埋まっていた。レイが威嚇を避けるために警官の排除を要請したが、レッドワインはその動議を却下した。別の代議員がレッドワインの判断に異議を出し、議会運営規則に違反していると訴えたが、レッドワインはその動議も却下した。レッドワインの明らかに偏見に基づく判断に怒ったストーとハーディン側の代議員は、笛を鳴らし、歌を歌い、叫び声を上げ、椅子の上に立ち上がって大会を妨害しようとし始めた。投票が行われたが、多くの代議員は何が起こっているか耳に入らず理解できなかったので、投票を棄権した。投票が以前と同じように終わったとき、議長はゴーベルが多数の投票を得たと宣言したが、ゴーベルは代議員数の絶対多数を得た時のみに候補指名を受諾するとレッドワインに伝えさせた。その後の投票の試みは同じように妨害され、その日の会合は休会になった。
6月27日朝、ホールの中は秩序が保たれていた。ストーンとハーディンはどちらも大会の無期延期を要求した。この時もレッドワインはその動議を却下し、その後の判断に対する不満も却下した。ストーン側とハーディン側の指導者達は、前日に行ったような議事進行妨害を行わず、大会の決定に従うと宣言した。投票が進行する中で、ストーンとハーディンはゴーベルに対する同盟を結成しようとしたが適わず、その後も24回の投票で膠着状態に変わりはなかった。そこで代議員達が次の投票で3位になった者を落とすことに同意し、落とされたのがストーンだった。以前はストーンとゴーベルの間で分かれていた都市部の票が全てゴーベルに行くことになり、一方でストーン票だった州西部の田園部票がハーディン支持に回った。投票結果は相変わらず接戦だったが、アルファベット順の点呼投票が進むと、ゴーベルはストーンのユニオン郡代議員を確保し、それで指名を獲得した。その投票後、ハーディンとストーンの指導者達がゴーベル支持の誓約を求めたが、適格条件でそうした者もいた。副知事候補についてはJ・C・W・ベッカムを選んだが、この時点でベッカムはまだ29歳であり、知事になる場合の法定資格である30歳に達していなかった。副知事候補に選ぶ者は出身郡の票を自分に持ってきてくれることを期待されたが、ベッカムが生まれたネルソン郡は既にハーディンに肩入れしており、政治ボスのベン・ジョンソンに支配されるところ大だったので、ゴーベルはベッカムを選ぶことを躊躇した。ゴーベルの同僚がベッカムならばゴーベルの抱く改良政策に忠実になると言って説得した。他の指名候補としては、元南軍軍人のロバート・J・ブレッキンリッジ・ジュニアが州検事総長の候補になった。この指名によって党内にいる元南軍関係者を宥めることになった。ゴーベルの父は北軍のために戦ったという因縁があった。しかし、ブレッキンリッジ・ジュニアの兄弟で元下院議員のW・C・P・ブレッキンリッジに民主党候補を支持するよう説得するには不十分だった。

## 共和党の指名大会
共和党の知事候補になる可能性があるものは当初少なかった。1896年の大統領選挙で、ケンタッキー州では民主党候補のウィリアム・ジェニングス・ブライアンが18,000票差で制しており、1899年州知事選の場合も民主党が勝利する確かな前兆と見ていたからだった。4年間のブラッドリー政権に対して避けられない民主党からの攻撃に備えるだけでは興味が持てないという者もいた。さらにゴーベル選挙法のマシーンに敗北する見込みで尻込みする者もいた。しかし、党の指導者達は音楽ホールの大会で演じられた民主党の深い分裂に勇気づけられていた。現職州検事総長のウィリアム・S・テイラーが先ず出馬を表明し、間もなく州選出アメリカ合衆国上院議員のウィリアム・デボーからの支持を確保できた。その後、ホプキンス郡のクリフトン・J・プラット判事と現職州監査官サム・H・ストーンが出馬した。プラットはブラッドリー知事の推薦であり、ストーンは「レキシントン・ヘラルド」紙編集員サム・J・ロバーツが支持した。テイラーはゴーベルと同様に、熟練した政治組織者だった。郡代議員の間に強力な政治マシーンを作り上げることができ、指名は有力に思われた。
共和党の指名大会は7月12日にレキシントンで開催された。ブラッドリーは、党が真剣に候補者のことを検討しなかったことに怒り、出席しなかった。党内の黒人指導者はブラッドリーに従って独自の指名大会を開催すると脅した。これはテイラーが州の西部を代表していたので、いわゆる党内の「ユリの白人」派を代表すると考えられていたからだった。テイラーは、黒人指導者の1人を恒久的な大会秘書官とし、もし知事に当選した場合には黒人指導者を入閣させると約束することで、党を1つに纏めようとした。またブラッドリーの甥であるエドウィン・P・モローを州務長官に指名すると約束することで、ブラッドリーを党大会に戻って来させようともした。ブラッドリーはこの申し出を断った。監査官のストーンはテイラーの優れた組織を前にし、党が1つに纏まることを望むと宣言し、テイラーを全会一致で候補者に選ぶ提案を行った。プラット判事もこれに続いた。その他の指名対象者としては、ジョン・マーシャルを副知事候補に、ケイレブ・パワーズを州務長官に、プラット判事を検事総長に候補指名した。

## 正直選挙民主党
民主党議員の中には音楽ホールでの大会結果に不満を抱いたままの者がいた。ウィリアム・ストーンは暫し沈黙していた後で、ゴーベルと交わしていたはずの約束と、如何にゴーベルがそれを破ったかを公にし始めた。ゴーベルの同僚はこの告発に対してゴーベルを守ろうとしたが、ストーンの話は元下院議員のW・C・オーウェンズによって裏付けられることになった。オーウェンズは民主党員に共和党候補者への投票を呼びかけ、多くの者がそうすることでゴーベルによる如何なる政治的論争によっても彼を知事にしないように仕向けた。
ルイビルの民主党集団、彼等はアメリカ合衆国上院議員ジョー・ブラックバーンの支持者だったが、最初に新たな指名大会を呼びかけた。それから間もなくマウントスターリングで開催された大きな集会で、決定的な形になった。8月2日にレキシントンで集まり、新たな大会の詳細を決めることになった。その後にあった大きな集会で、2度目の大会がもたれた場合には、元州知事ジョン・Y・ブラウンが候補指名を受け入れると発表された。ブラウンはゴーベルの支持に回ると考えられたので、この発表は民主党の中に小さからぬ動揺を生んだ。レキシントンでの8月2日の集会には60郡の代表が出席した。1896年民主党全国大会の綱領を裏書きし、1900年大統領選挙ではウィリアム・ジェニングス・ブライアン候補を支持する決議が採択された。続いて元知事のブラウンが聴衆のまえで演説した。最後は代表団が8月16日に指名大会を開催することに合意した。
ケンタッキー州120郡の内、108郡の代表が大会に集まった。その中には「レキシントン・ヘラルド」、「ルイビル・イブニング・ポスト」、「ルイビル・ディスパッチ」各紙の編集長、下院議員のオーウェンズ、元ケンタッキー州下院議長のハーベイ・マイアーズ・ジュニア、政治ボスのウィリアム・マッコイ、ジョン・ウォレン、セオドア・ハラムがいた。この大会では州役人候補者全てのリストを作成し、そのトップに元州知事ブラウンの名があった。さらには音楽ホールでの大会、ゴーベル選挙法、ウィリアム・マッキンリー大統領の政権を非難する綱領を採択した。

## 選挙運動
ゴーベルの選挙参謀には上院議員のジョー・ブラックバーン、元州知事のジェイムズ・マクリアリー、政治ボスのパーシー・ヘイリーがいた。ゴーベルは8月12日に、ジャクソン購入地域にある州内でも民主党支持者の多い都市であるメイフィールドで運動を開始した。ルイビル・アンド・ナッシュビル鉄道について州外の裕福な企業がケンタッキー州知事の選択に影響を及ぼそうとしていると言って攻撃した。
テイラーは8月22日に東ケンタッキーの共和党の地盤であるロンドンで運動を始めた。その支持者の中には、上院議員のデボー、下院議員のサミュエル・ピュー、ケイレブ・パワーズ、元州知事候補になったトマス・Z・モローがいた。モローは現職ブラッドリーの義兄弟でもあった。テイラーはマッキンリー政権でもたらされた経済的繁栄を強調した。共和党が黒人の奴隷化を支持しなかったことを民衆に思い出させ、ゴーベルを選んだ場合におきる「政治的奴隷化」と呼ぶものを支持しないと訴えた。
ブラウンは8月26日にボーリンググリーンで選挙戦を始めた。高齢（64歳）であり、健康状態も良くなかったために、週に1回までしか演説をできなかった。それでも州内を旅して周り、ゴーベルの自由銀に関する見解について誠実さを試した。音楽ホールでの民主党大会のことを攻撃し、ジョン・ブレッキンリッジやラザラス・W・パウェルのような過去の偉大な民主党員がそこで起こったような出来事を支持するだろうかと問題にした。ゴーベルの選挙法については寡頭政治を生むものだと批判した。ブラウンはあまり表に出られなかったが、その支持者の演説で補っていた。
元南軍支持者は民主党にとって概して安全な票田だったが、ゴーベルはその父が北軍に従軍したために彼等に強く頼れなかった。さらに1895年、元南軍の軍人であるジョン・サンフォードを、個人的な争いの末に決闘で殺していた。このことで、ブラウンの支持者でありサンフォードの友人だったセオドア・ハラムにとってゴーベルは特に鼻持ちならないものになった。ボーリンググリーンで行われた選挙集会でゴーベルについて、「ケンタッキー州の民主党が大会に集まったとき、この偉大な州の知事に黄色い犬を指名する知恵に合わせるならば、私は彼を支持するだろう。しかし貴方達が私を引き摺らせない程度にである」と語った。ゴーベルは元南軍支持者からの中途半端な支持に対応するために、昔から共和党の地盤だった黒人票に目を向けた。ただし、自党とそれ以上疎遠にならないように注意している必要があった。他の民主党員とは異なり、ゴーベルは車両分離法に賛成していなかった。この法は、鉄道施設で黒人と白人の分離を規定するものだった。黒人の大半はこの法に反対しており、ゴーベルはこの問題について沈黙を守ろうとしたが、クロバーポートにおける選挙戦行事で圧力を受け、客車分離法を支持し、その撤廃に反対することを認めた。テイラーも党内の「ユリの白」派閥を刺激しないために客車分離法の問題については態度表明を避けていたが、ゴーベルがそれを認める態度を鮮明にした1週間後には、それに反対するようになった。これが選挙戦の転回点となり、最初はテイラーに冷淡だった黒人が積極的に支持するようになった。

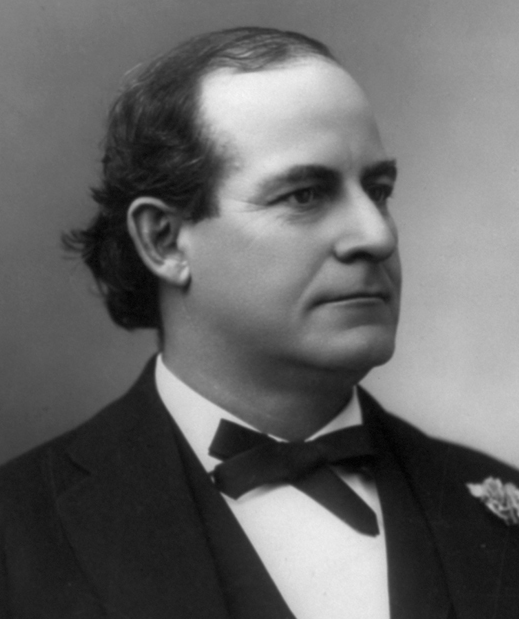
ウィリアム・ジェニングス・ブライアン、ゴーベルと州内を回って応援した

退勢にあったポピュリスト党も州の選挙で選ばれる役人について全て候補者名簿を作成しており、これもゴーベルのポピュリスト的基盤を侵食した。ポピュリスト党の綱領はゴーベルのものに類似しており、さらにはゴーベルの選挙法をあからさまに批判していた。1895年の時にポピュリスト党州知事候補だったトマス・ペティットはゴーベルを応援したが、他の党指導者はそうではなかった。ゴーベルは自分に対する支持があらゆる方向で弱体化するのをみて、先の大統領候補だったウィリアム・ジェニングス・ブライアンにケンタッキー州に来て応援してくれるよう訴えた。「グレート・コモナー」（偉大な庶民）と呼ばれたブライアンはケンタッキー州民の間で特に民主党員やポピュリスト党員に人気があった。ブライアンは最初の要請を断ったが、最終的には州を訪れ、ゴーベルと共に3日間で州内を動き回り、その支持を訴えた。ブライアンが来たことでゴーベルの背後にある民主党を固め、さらにブラウンの支持層からも票を奪った。
ブライアンが州を去ると直ぐに、ブラッドリー知事がブライアンの辿ったのと逆のコースを、テイラーのために遊説し始めた。ブラッドリーは自分の政権のことを民主党の攻撃から守りたいだけだと主張してはいたが、「ルイビル・クーリエ・ジャーナル」の編集者ヘンリー・ワッターソンは、ブラッドリーが将来上院議員の議席を求めたときに、テイラーからの支持をあてにする気持ちがあったことを示唆していた。ブラッドリーはルイビルで遊説の旅を始め、州内の有能な演説者は全て脱出したので、民主党はその候補者のために演説家を輸入しなければならないと告発した。その証拠として、ゴーベルの元同盟者ジョン・G・カーライルからの支持が無いことを挙げ、さらに上院議員ウィリアム・リンゼイ、W・C・P・ブレッキンリッジ、ジョン・Y・ブラウン、セオドア・ハラム、W・C・オーウェンズ、ワット・ハーディン、ウィリアム・ストーンからの支援が無いことも挙げた。また黒人には共和党を見限らないよう奨励した。自分が黒人を内閣の要所に指名したことと、民主党が客車分離法を支持したこととを対照させた。ブラッドリーと共和党の指導者であるオーガスタス・ウィルソン（後の州知事）が、共和党公認候補のために州内を回り、時にはテイラーのために集まった大衆よりも多くを集めたことがあった。
選挙戦の最後の2週間で、ブラウンは事故で負傷し、車椅子を使うようになった。このことは既に行き詰まっていた選挙戦では厳しい打撃となり、選挙の行方はゴーベルとテイラーの間に絞られたことが明白になった。両候補ともに選挙戦の最後の日々はルイビルで過ごし、そこの大きな人口が選挙の鍵を握っていることを理解していた。ゴーベルはルイビル・アンド・ナッシュビル鉄道に対する攻撃を続け、ストライキを行う鉄道労働者を支持し、共和党はトラストによって支配されていると非難した。共和党も民主党も選挙違反や暴力行為がお互いから起こる可能性を警告した。ルイビル市長チャールズ・P・ウィーバーはゴーベル派民主党員であり、選挙直前に市警察に新たな500人を徴募し、市内で有権者に対する強迫が起きる可能性に備えさせた。ブラッドリー知事は州内で起きる如何なる妨害行為にも備えるよう州兵に命令することで対応した。選挙当日、「ルイビル・クーリエ・ジャーナル」に大見出しは「銃剣の規制」とされていた。

## 選挙とその後
選挙当日の11月7日、暴力行為の可能性が取りざたされていたが、州内のほとんどは静かなままだった。州内で1ダース足らずの人々が逮捕された。有権者の出足は緩りであり、夜になってもまだ優劣が付けがたかった。公式開票結果が報告されたとき、テイラーが193,714票、ゴーベルが191,331票であり、テイラーが当選した。ブラウンは12,040票に留まり、ポピュリスト党の候補者ブレアは2,936票だった。ゴーベルが第3の政党のどちらかに行った票を纏めておれば、当選した筈だった。公式結果が発表される前から、選挙違反の告発が始まった。ネルソン郡では共和党候補者を「W・S・テイラー」とすべきところを、1,200票が「W・P・テイラー」となっていた。民主党はこれらの票を無効化すべきと主張した。ノックス郡とジョンソン郡では、有権者が「薄いティシューのような投票用紙」について苦情を言っており、それでは書かれていることが透けて見えた。ある民主党のボスは、ルイビルで州兵が選挙民を威嚇していたので、ルイビルでの投票を全て無効にすべきとすら要求した。ルイビル市だけを見てもテイラーが約3,000票差で制していた。
控訴裁判所がネルソン郡の投票は有効と裁定したときに、共和党が勝利を得ていた。しかし、選挙の最終判定は、ゴーベル選挙法で創設された選挙管理委員会が行うこととされた。州内の新聞各紙は、民主党支持にしろ共和党支持にしろ、委員会の判断を最終のものとして受け入れることを要求した。委員会が審問を行う日が近付くと緊張感が高まり、共和党支持者の多い東ケンタッキーからは武装した男達の小さな集団が州都フランクフォートに到着し始めた。委員会の判断が発表される直前には、武装したマウンテンマンの数が500人と推計された。委員会はゴーベルが支配していると考えられていたが、2対1の票決で既に発表されていた選挙結果を支持して驚かせた。委員会の多数意見は、如何なる司法権も持っていないので、証拠を調べたり証人を尋問したりできないというものだった。テイラーは1899年12月12日に宣誓して就任した。民主党は怒った。党指導者が12月14日集まり、ゴーベルとベッカムに選挙結果に対する異議申し立てを要求した。ゴーベルは結果を受け入れ、1901年にアメリカ合衆国上院議員の議席を求める気持ちに傾いていたが、党指導者の考えを容れ、委員会裁定に異議を提出した。
州民主党の議長アリー・ヤングは、州議会の民主党議員総会を1900年1月1日に招集した。この総会の結果として、J・C・S・ブラックバーンをアメリカ合衆国上院議員候補に、ゴーベルをケンタッキー州上院議長代行に、サウス・トリンブルをケンタッキー州下院議長に決めた。州議会が招集されると、民主党の議長候補が選出された。民主党は両院ともに絶対多数を支配していた。副知事のマーシャルが上院に委員会のリストを提出したが、上院は19対17の票決でこのリストを棚上げし、ゴーベルが用意したリストを承認した。同様に下院でも委員会のリストがトリンブル議長によって提出され、40の委員会が承認されたが、どれ1つとして共和党が多数のものは無かった。
ゴーベルとベッカムの選挙結果に対する異議申し立ては1月2日に州議会に提出された。翌日、議会は異議申し立てに含まれる陳述、中でも選挙違反や有権者に対する違法な軍隊による脅しなど、調査するための審査委員会を指名した。この委員会の委員は無作為に選ばれたことになっていたが、その無作為に作為があった可能性が強く、僅か1人の共和党員と10人の民主党員で構成された。議会の構成を考えれば、共和党員が4人ないし5人は入る可能性があった。規則に関する合同委員会が、この審査委員会は州議会の意図で報告するものであり、一旦所見が提出されれば議論は制限され、報告は議会の合同会議の票決に委ねることを推奨した。また合同会議は、習慣通りの副知事ではなく、下院議長が議長を務めることとされた。少数党の共和党はこの条項に抵抗したが、多数派民主党がその反対を押しきって成立させた。

### ゴーベルの暗殺
州内の共和党員は、審査委員会がゴーベルを州知事に当選させるだけのテイラー票を無効化する提案を行うと予測した。東ケンタッキーからさらに武装した男達が州都に溢れた。テイラーは些細な出来事でも暴力沙汰に発展することを認識し、それら男達に故郷に戻るよう命令し、多くが命令に従った。それでも2、300人が残って審査委員会の結論を待った。審査委員会に証言するために証人として残った者もいた。共和党の証人の中には地元の警官に逮捕された者もいたが、その警官は大半がゴーベルの支持者だった。テイラー知事は、逮捕された者達が逮捕時に警官にものを奪われたと主張していることをあげ、彼等の何人かに恩赦を出した。共和党員の多くは隠蔽武器携行の容疑で逮捕されることを避けるために、公然と武器を携行するようになり、市内の緊張感を増したが、実際に地元警察に逮捕される人数は減った。

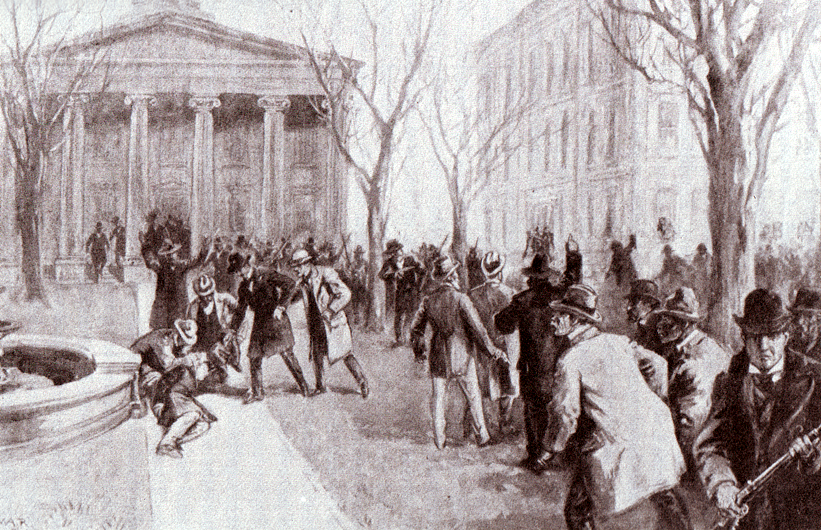
「ハーパーズ・ウィークリー」に掲載されたゴーベル暗殺のイラスト

1月30日朝、ゴーベルとその友人2人が州会議事堂に向かって歩いているとき、1発の銃声が聞こえ、ゴーベルが負傷して倒れた。ゴーベルは近くのホテルに運び込まれ、傷の手当てを受けた。兵士が通りに溢れ、議事堂の入口は閉鎖された。挑戦的に審査委員会はフランクフォート市役所で開催された。委員会は厳密に党派の構成に従い、ゴーベルとベッカムが合法の多数票を得ており、それぞれの役職に就くべきであるという多数意見報告書を採択した。
この委員会の会合から1時間かそこらのうちに、テイラーは暴動状態にあると宣言し、州兵を招集した。テイラーは州議会の特別会期を、フランクフォートではなく、共和党員の多いロンドンで招集することにした。それが安全な場所であると主張していた。反抗的な民主党議員がロンドン招集を拒否し、先ず州会議事堂で、その後はフランクフォートの公的な場所で集まろうとしたが、それらの入口は武装した市民によって封鎖されていることが分かった。1900年1月31日、彼等は密かにフランクフォート・ホテルに集まり、共和党議員は一人も居ないままで、審査委員会の所見を認証することを票決し、ゴーベルを知事にするだけの票を無効化した。ゴーベルが宣誓就任し、即座に州兵には解隊を命じた。州議会にはフランクフォートで再度招集を命じた。共和党系の州兵が解隊を拒否し、対抗する民主党系の州兵は州会議事堂前の芝生を囲み、内線の可能性も見えてきた。
テイラーはマッキンリー大統領にケンタッキー州の状況を報告した。連邦軍による干渉を求めるのは思いとどまり、マッキンリーはケンタッキー州選出連邦議員団に、そのような干渉が起こるとすれば最終手段としてであることを保証した。共和党議員はテイラーの招集した2月5日、ロンドンでの集会に応じる準備をした。一方民主党議員は、先の集会の合法性に関する如何なる疑問にも対応するために、この時は州兵が入口を守っていなかったので州会議事堂で会合を開いた。この会合で再度ゴーベルとベッカムが選挙の勝者たることを宣言する多数意見報告書を採択した。ゴーベルとベッカムが改めて就任した。
テイラーはその知事としての権限がこのときも認められているかを試すために、ノット郡で故殺の罪に問われた者に恩赦を発行した。この恩赦は適切な郡役人の署名を受けたが、刑務所の役人はその男の釈放を拒絶した。テイラーがその囚人を移すために州兵を派遣する恐れがあったが、その釈放を行使するそれ以上の試みは無かった。テイラーはその執務室で厳重な護衛下に生活を続け、ゴーベルの暗殺犯逮捕に懸賞金を出さないと批判を受けた。これに反応したテイラーは、フランクリン郡の役人からそうするよう要請を受けていない状態では、懸賞金を提案する権限が無かったが、自費から500ドルを出して懸賞金を提案した。
ゴーベルはその傷が故で2月3日に死んだ。現在までのアメリカ合衆国の州知事で唯一就任中に暗殺された者となっている。この選挙で最も議論の対象となった人物であるゴーベルが死んだことで、いくらか緊張感が緩み始めた。両陣営の指導者達は協定書を起案し、それによってテイラーと副知事のマーシャルがそれぞれの役職を降り、その代わりにゴーベルの暗殺に関しては如何なる行動に対しても訴追免除とされるというものだった。州兵はフランクフォートから撤退し、ゴーベル選挙法は撤廃され、より公平な法に置き換えられた。テイラーはその同盟者が合意したにも拘わらず、協定書への署名を拒んだ。しかしフランクフォートでの議会開会制限は解いた。

### 法廷闘争

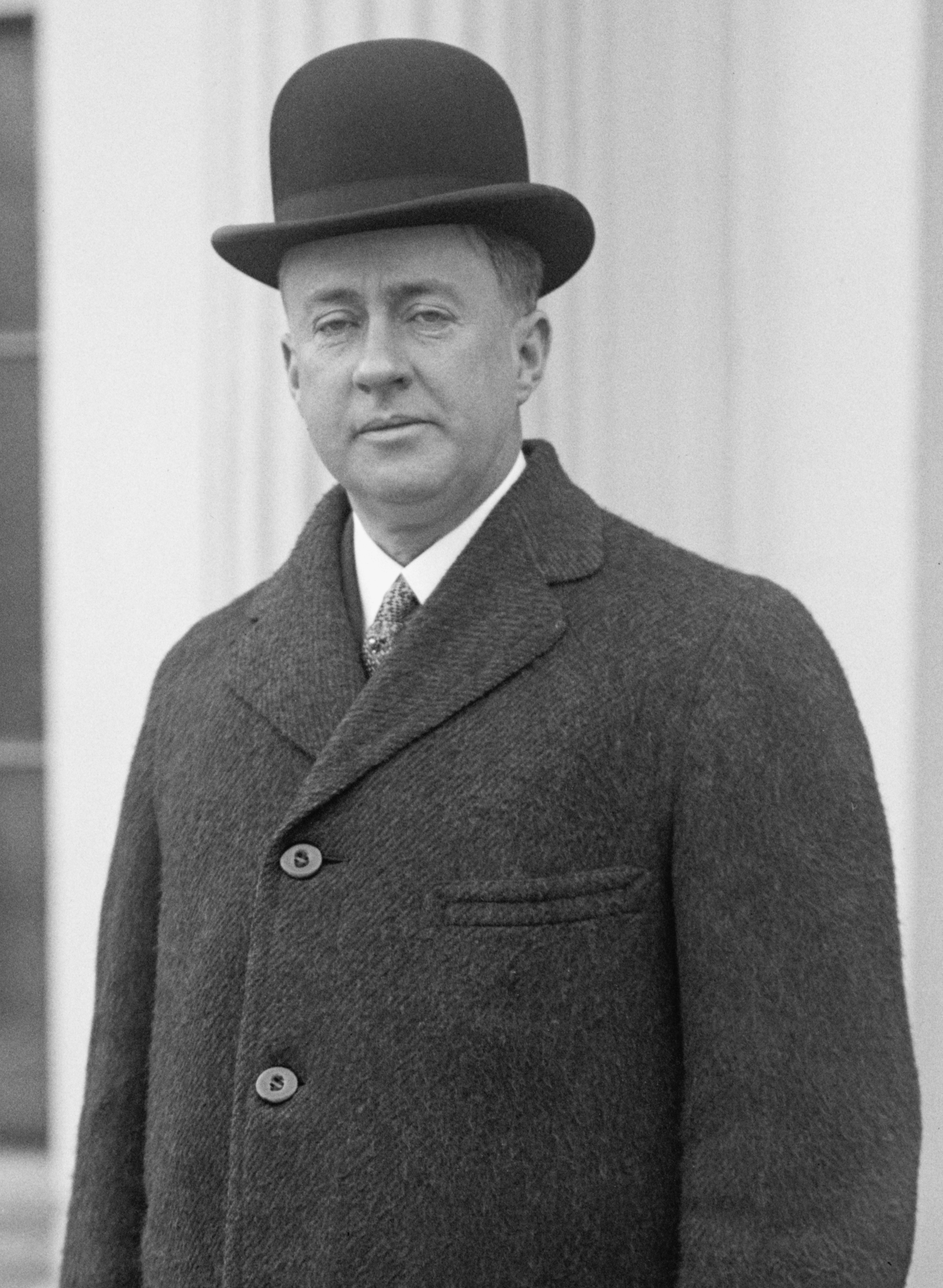
J・C・W・ベッカム、ゴーベルの死によって州知事に昇格した

2月19日に州議会が招集されたとき、2組の役人が主宰しようとしていた。マーシャルとゴーベルの副知事J・C・W・ベッカムがどちらも州議会上院を主催する権限があると主張した。テイラーはベッカムが上院で如何なる権限も行使しないよう訴訟に訴えた。ベッカムは州会議事堂と行政府ビルの所有について逆提訴した。この事件は統合され、共和党も民主党も選挙の裁定を裁判所の判断に委ねることで合意した。3月10日、第1審の巡回裁判所がベッカムと民主党有利の判断を出した。当時ケンタッキー州の最終審だった控訴裁判所も、4月6日に6対1の票決で巡回裁判所の判断を支持し、合法的にテイラーとマーシャルを罷免した。「テイラー対ベッカム事件」と呼ばれたこの事件はアメリカ合衆国最高裁判所に上訴されたが、最高裁判所は連邦に絡む問題が無いとしてこの事件に干渉することを拒否した。最高裁判所で唯一反対意見を述べたのが、ケンタッキー州出身の陪席判事ジョン・マーシャル・ハーランだった。
ゴーベル暗殺に関しては16件が起訴されており、その中には退位したテイラー知事に対するものもあった。1900年5月、テイラーはインディアナ州インディアナポリスに逃亡し、インディアナ州知事のジェイムズ・A・マウントが裁判のための身柄引き渡しを拒んだ。他に3人が共犯証言者で起訴された。16人のうち5人のみが裁判まで進み、そのうち2人は無罪となった。最終的に3人がゴーベル暗殺で果たした役割により有罪とされた。テイラーの州務長官ケイレブ・パワーズは暗殺の背後の首謀者として告発された。北ケンタッキー出身の事務員ヘンリー・ユートシーは暗殺者を助けたと言われた。クレイ郡の流血抗争に参加したジェイムズ・B・ハワードは実際の暗殺者として起訴された。
検察の推論に拠れば、ゴーベルを暗殺した銃弾は、州会議事堂に隣接する建物の1階にある州務長官事務所から放たれたことになっていた。しかし、告発された者達に対する証言の多くは混乱しており、そのうちの幾つかは後に偽証だと分かった。州の判事の多くはゴーベルを指示する民主党員であり、陪審員は民主党支持者で固められていた。しかし上級審の多くは共和党員であり、低級審で有罪となった者も多くは逆転され、差し戻された事件もあった。ハワードは裁判に掛けられ、1900年9月、1902年1月、1903年の4月の3度有罪判決が出た。最後の控訴が失敗し、終身刑を宣告された。パワーズも1900年7月、1901年10月、1903年8月の3度有罪となり、1907年11月の4回目の裁判は評決不能で終わった。1908年、パワーズとハワードは共和党知事のオーガスタス・ウィルソンから恩赦を受けた。その数か月後、ウィルソンは元州知事のテイラーやその他まだ告発中の者数人にも恩赦を発行した。この恩赦はあったが、テイラーがケンタッキー州に戻ってくることはほとんど無かった。インディアナポリスでは保険会社の役員となり、1928年にそこで死んだ。ユートシーはその刑宣告に対して唯一控訴しなかった者だが、1916年に保釈され、1919年には民主党知事ジェイムズ・D・ブラックから恩赦になった。

## 関連図書
- Klotter, James C. (1977). William Goebel: The Politics of Wrath. Lexington, Kentucky: The University Press of Kentucky. ISBN 0-8131-0240-5
- McQueen, Keven (2001). “William Goebel: Assassinated Governor”. Offbeat Kentuckians: Legends to Lunatics. Ill. by Kyle McQueen. Kuttawa, Kentucky: McClanahan Publishing House. ISBN 0-913383-80-5
- Woodson, Urey (1939). The First New Dealer, William Goebel: His origin, ambitions, achievements, his assassination, loss to the state and nation; the story of a great crime. Louisville, Kentucky: The Standard Press